# Takashi Fukunishi
Takashi Fukunishi (福西 崇史?, Fukunishi Takashi; Ehime, 1º settembre 1976) è un ex calciatore giapponese, di ruolo centrocampista.
Nel corso della sua carriera ha militato nel Júbilo Iwata (1995-2006), FC Tokyo (2007) e Tokyo Verdy (2008).
Dal 1999 al 2006 ha inoltre fatto parte della nazionale giapponese.

## Carriera

### Club
In passato ha giocato per Júbilo Iwata (1995-2006) e FC Tokyo (2007).

### Nazionale
Debuttò in nazionale contro il Perù il 28 agosto 1999. Ha partecipato ai campionati mondiali di Corea del Sud-Giappone 2002 e Germania 2006, alla Coppa d'Asia del 2004, e alla Confederations Cup 2003.

## Palmarès

### Club

#### Competizioni nazionali
- J League: 3

Júbilo Iwata: 1997, 1999, 2002

#### Competizioni internazionali
- AFC Champions League: 1

Júbilo Iwata: 1999
- Supercoppa d'Asia: 1

Júbilo Iwata: 1999

### Nazionale
- Coppa d'Asia: 1

2004